# クルル次元

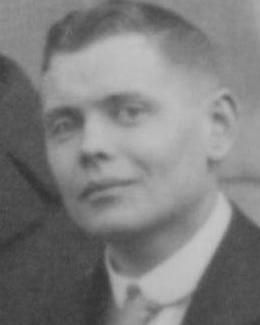
ヴォルフガング・クルル

数学、とくに可換環論において可換環のクルル次元（クルルじげん、英: Krull dimension）とは、素イデアルのなす減少列の長さの上限である。ヴォルフガング・クルルに因んで名づけられた。文脈から明らかなときには単に次元と呼ぶことも多い。

## 定義
以下、環はすべて可換とする。環 R における素イデアル {\displaystyle {\mathfrak {p}}} の高さ {\displaystyle \operatorname {ht} ({\mathfrak {p}})} とは、素イデアルのなす減少列
{\displaystyle {\mathfrak {p}}={\mathfrak {p}}_{0}\supsetneq {\mathfrak {p}}_{1}\supsetneq \dotsb \supsetneq {\mathfrak {p}}_{n}}
の長さ n の上限として定義される。このとき環 R における素イデアルの高さの上限をクルル次元（あるいは単に次元）といい、dim(R) で表す。たとえば体 k 上の n 変数多項式環 k[X1, …, Xn] は n 次元である。
クルル次元は、ネーター環に対してさえ、有限とは限らない。
実際、永田は「ネーター環でありながらもクルル次元が無限になるような環」の例を与えている。 さらに永田は、必ずしも全ての鎖が極大鎖に拡張できるわけではないような環の例も与えている。任意の素イデアル鎖を極大鎖に拡張することができるような環は鎖状環として知られる。

## 例

### 0次元
- 整域が体である必要十分条件は、0次元となることである。
- ネーター環がアルティン環である必要十分条件は、0次元となることである。

### 1次元
- 有理整数環 Z は1次元である。
- 体でないデデキント整域（たとえば単項イデアル整域や離散付値環など）は1次元である。

### 高次元
- 体 k 上の n 変数多項式環 k[X1, …, Xn] は n 次元である。スキーム論の言葉で言えば、体上の多項式環はアフィン空間に対応するから、この結果は基本的と考えることができる。一般に、環 R が n 次元のネーター環ならば多項式環 R[X] は n + 1 次元である[7]。ネーター性を仮定しないならば R[X] の次元は n + 1 以上 2n + 1 以下の任意の値を取りうる。
- ネーター局所環は有限次元である。

## クルル次元とスキーム
R の素イデアル全体の成す空間にザリスキー位相を備えた環のスペクトル Spec(R) の定義から直ちに、R のクルル次元がちょうどそのスペクトルの既約次元に一致することが分かる。このことは、R のイデアルと Spec(R) の閉部分集合との間のガロア接続を考え、R の素イデアルをスペクトルの定義により（ガロア対応で対応付けられる）閉部分集合の生成点に対応させることを見ればよい。

## 加群のクルル次元
環 R 上の加群 M に対し、M のクルル次元を、M を忠実加群とするような R の剰余環のクルル次元によって定める。すなわち、等式
{\displaystyle \dim _{R}M:=\dim R/\operatorname {Ann} _{R}(M)}
を満足するようなものとして定義する。ただし、零化イデアル AnnR(M) は R から M 上の R-線型自己準同型の環への自然写像 R → EndR(M) の核である。
スキーム論の言葉で言えば、有限型の加群は連接層あるいは一般化された有限階数ベクトル束として解釈することができる。